# فهرست خزندگان ایالت واشینگتن

## سوسمارها

### ایگوئانیدز (خانواده ایگوئانیدها)
| نام متداول              | نام علمی                | وضعیت حفاظت   | توضیحات                                           | نگاره |
| ----------------------- | ----------------------- | ------------- | ------------------------------------------------- | ----- |
| مارمولک شاخ‌کوتاه کوتوله | Phrynosoma douglasii    | بررسی نشده    | حداکثر اندازه در حدود ۶۵ میلیمتر (۲٫۶ اینچ).      |       |
| مارمولک درمنه           | Sceloporus graciosus    | کمترین نگرانی | بالغ آن‌ها تا ۶۰ میلیمتر (۲٫۴ اینچ)                |       |
| مارمولک خالدار          | Uta stansburiana        | کمترین نگرانی | بالغ آن‌ها تا ۵۵ میلیمتر (۲٫۲ اینچ).               |       |
| مارمولک حصار غربی       | Sceloporus occidentalis | کمترین نگرانی | بالغ آن‌ها تا حدود ۵٫۶–۸٫۷ سانتیمتر (۲٫۲–۳٫۴ اینچ) |       |

### اسکینز (خانوارهٔ اسکینزیدی)
| نام متداول  | نام علمی             | وضعیت حفاظت   | توضیحات                                         | نگاره |
| ----------- | -------------------- | ------------- | ----------------------------------------------- | ----- |
| سوسمار غربی | Eumeces skiltonianus | کمترین نگرانی | بالغ آن‌ها حدود ۵٫۴–۸٫۶ سانتیمتر (۲٫۱–۳٫۴ اینچ). |       |

### سوسمار تمساحی (خانوارهٔ آنگویدیا)
| نام متداول           | نام علمی              | وضعیت حفاظت   | توضیحات                                    | نگاره |
| -------------------- | --------------------- | ------------- | ------------------------------------------ | ----- |
| مارمولک تمساحی شمالی | Elgaria coerulea      | کمترین نگرانی | حداکثر اندازه آن‌ها ۱۰۰ میلیمتر (۳٫۹ اینچ). |       |
| مارمولک تمساحی جنوبی | Elgaria multicarinata | کمترین نگرانی | بالغ آن‌ها حدود ۱۴۱ میلیمتر (۵٫۶ اینچ).     |       |

## مار

### کلوبریدها (خانوارهٔ کلوبریدیا)
| نام متداول              | نام علمی              | وضعیت حفاظت   | توضیحات                                                    | نگاره |
| ----------------------- | --------------------- | ------------- | ---------------------------------------------------------- | ----- |
| شاه‌مار کوه کالیفرنیا    | Lampropeltis zonata   | کمترین نگرانی | بدون سم؛ بالغ آن‌ها تا ۵۰–۱۰۰ سانتیمتر (۲۰–۳۹ اینچ).        |       |
| مار بندجورابی معمولی    | Thamnophis sirtalis   | کمترین نگرانی | بدون سم؛ بالغ آن‌ها تا ۱۳۷٫۲ سانتیمتر (۵۴٫۰ اینچ)           |       |
| مار ورزا                | Pituophis catenifer   | کمترین نگرانی | بدون سم؛ ولی تهاجمی; بالغ آن‌ها تا ۱۸۰ سانتیمتر (۷۱ اینچ).  |       |
| مار شب                  | Hypsiglena torquata   | کمترین نگرانی | سم خفیفی دارند، در بزرگ آن‌ها کمتر از ۴۶ سانتیمتر (۱۸ اینچ) |       |
| مار بندجورابی شمال غرب  | Thamnophis ordinoides | کمترین نگرانی | بدون سم؛ بالغ آن‌ها به ندرت ۶۰ سانتیمتر (۲۴ اینچ)           |       |
| مسابقه                  | Coluber constrictor   | کمترین نگرانی | بدون سم؛ بالغ آن‌ها تا ۵۰–۱۵۲ سانتیمتر (۲۰–۶۰ اینچ)         |       |
| مار سرحلقه‌ای            | Diadophis punctatus   | کمترین نگرانی | سم خفیفی دارند، بالغ آن‌ها به ندرت ۵۵ سانتیمتر (۲۲ اینچ)    |       |
| مار تیزدم               | Contia tenuis         | کمترین نگرانی | بدون سم؛ بالغ آن‌ها کمتر معمولاً از ۳۰ سانتیمتر (۱۲ اینچ)    |       |
| مار شلاقی راه‌راه        | Masticophis taeniatus | کمترین نگرانی | بدون سم؛ بالغ آن‌ها تا ۹۰–۱۸۰ سانتیمتر (۳۵–۷۱ اینچ)         |       |
| مار بندجورابی زمینی غرب | Thamnophis elegans    | کمترین نگرانی | بدون سم؛ بالغ آن‌ها تا ۹۷ سانتیمتر (۳۸ اینچ)                |       |

### افعی‌ها (خانوارهٔ افعیان)
| نام متداول    | نام علمی         | وضعیت حفاظت   | توضیحات                                        | نگاره |
| ------------- | ---------------- | ------------- | ---------------------------------------------- | ----- |
| مار زنگی دشتی | Crotalus viridis | کمترین نگرانی | سمی; بالغ آن‌ها تا ۶۰–۱۵۰ سانتیمتر (۲۴–۵۹ اینچ) |       |

### بوآ (خانوارهٔ بوآها)
| نام متداول      | نام علمی       | وضعیت حفاظت   | توضیحات                                                                    | نگاره |
| --------------- | -------------- | ------------- | -------------------------------------------------------------------------- | ----- |
| مار بوآ لاستیکی | Charina bottae | کمترین نگرانی | بدون سم؛ بالغ آن‌ها به ندرت ۶۰ سانتیمتر (۲۴ اینچ) در شمال غربی اقیانوس آرام |       |

## لاک‌پشت‌ها

### خانوارهٔ امایدیدیا
| نام متداول           | نام علمی                              | وضعیت حفاظت   | توضیحات                                                             | نگاره |
| -------------------- | ------------------------------------- | ------------- | ------------------------------------------------------------------- | ----- |
| لاک‌پشت رنگین         | Chrysemys picta                       | کمترین نگرانی | بالغ آن‌ها ۶–۲۵ سانتیمتر (۲٫۴–۹٫۸ اینچ).                             |       |
| لاک‌پشت لغزنده برکه‌ای | Trachemys scripta                     | کمترین نگرانی | گونه‌های غیر بومی. بالغ آن‌ها حدود ۸٫۹–۳۶٫۸ سانتیمتر (۳٫۵–۱۴٫۵ اینچ). |       |
| لاک‌پشت برکه‌ای غربی   | Actinemys marmorata or Emys marmorata | گونه آسیب‌پذیر | بالغ آن‌ها حدود ۹–۱۹ سانتیمتر (۳٫۵–۷٫۵ اینچ) سخت پوست.               |       |